# Cordyline racemosa
Cordyline racemosa är en sparrisväxtart som beskrevs av Henry Nicholas Ridley. Cordyline racemosa ingår i släktet Cordyline, och familjen sparrisväxter. Inga underarter finns listade i Catalogue of Life.